# Leo Ermann

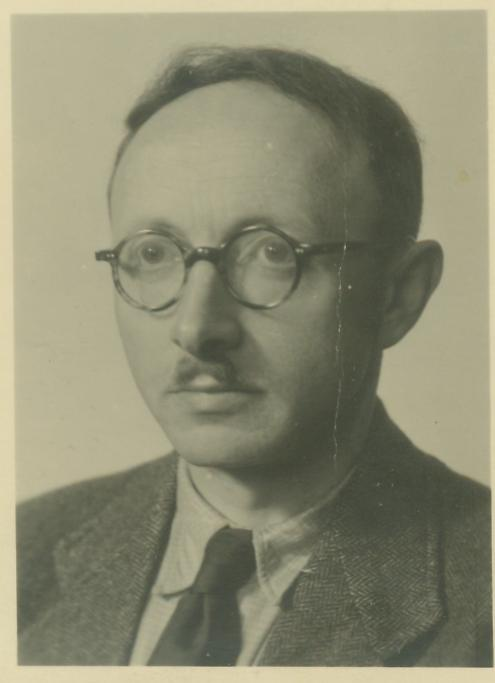
Leo Ermann

Leo Ermann (hebräisch ליאו ארמן; geboren 5. Februar 1899 in Holz (Heusweiler); gestorben 1988 in Israel) war ein deutsch-israelischer Schriftsteller.

## Leben
Leo Ermann war ein Sohn des wohlhabenden jüdischen Saarbrücker Kaufmanns und Trikotagenfabrikanten Gustav Ermann und der Henriette Weil. Er besuchte die Oberrealschule in Saarbrücken und absolvierte eine Ausbildung zum Bankkaufmann. Er arbeitete wie sein älterer Bruder Willi als Handelsvertreter für den Familienbetrieb. Ermann war mit Toni Katzenberg verheiratet.
Ermann wurde nach der Reichspogromnacht 1938 im Konzentrationslager Dachau inhaftiert. Er kam nach einem Monat frei und traf Frau und Kind wieder, die nach Brüssel geflohen waren. Bei der deutschen Eroberung Belgiens 1940 flohen sie weiter in die Peripherie von Lyon, wo sie sich in Vichy-Frankreich dem Zugriff der deutschen Judenverfolgung zu entziehen suchten. Dort wurde 1941 die zweite Tochter geboren, während die erste Tochter in einer französischen Schule eingeschult wurde. 1942 gingen Leo Ermann und die ältere Tochter mit der Hilfe von französischen Fluchthelfern über die Grüne Grenze in die Schweiz. Ermann wurde im Arbeitslager Hedingen interniert. Toni Ermann gelang einen Monat später mit dem zweiten Kind ebenfalls die Flucht. Die Kinder kamen in ein Kinderheim, Toni Ermann in ein Frauenlager in Brissago. In Frankreich wurden ihre Fluchthelfer festgenommen, von den Deutschen in den Osten deportiert und in der Konzentrationslagerhaft ermordet.
Nach Kriegsende fungierte Ermann als Verwaltungsleiter in der jüdischen Bildungsorganisation ORT in Lugano und schrieb Beiträge in verschiedenen schweizerischen Zeitschriften. 1949 übersiedelte die Familie mit nunmehr drei Kindern nach Jerusalem.
Ermann schrieb in Israel in deutscher Sprache Gedichte und publizierte diese in Jerusalem als Gedichtbände, zum Teil bei Rubin Mass, zum Teil im Eigenverlag.
Ermann erhielt 1969 eine Ehrengabe des Landkreises Birkenfeld.

## Werke (Auswahl)

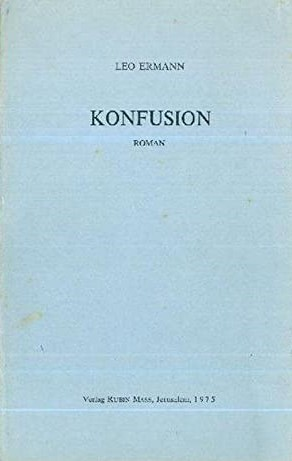
Konfusion. Roman bei Rubin Mass (1975)

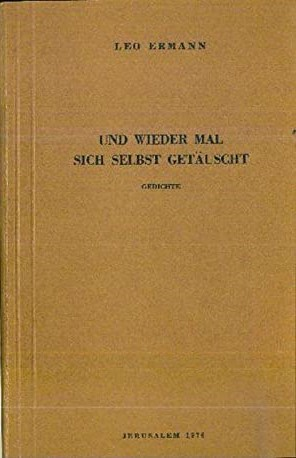
Und wieder mal sich selbst getäuscht (1974)

- Wir finden kein Vergessen. Paris, 1948
- Gottes Mühlen. Haifa, 1958
- Wo liegt dein Paradies? Jerusalem : Oth, 1961
- Novellen. 1965
- Schlussakkord und kämpferischer Neubeginn. Gedichte. 1968
- Gottesgnade. Jerusalem : L. Ermann, 1970
- Der letzte Tanz um Firlefanz. Gedichte. 1972
- Publizierte Theorie. Lehrgedichte. 1972
- Ein Fenster auf zur Ewigkeit. Gedichte. 1973
- Konfusion. Roman. Jerusalem : Mass, 1975
- Ein Aufschub als Bewährungsfrist : Gedichte. 1975
- Das Logbuch blieb ... Roman. Jerusalem : Mass, 1976
- Arztgeschichte und Gedichte. 1977
- Ererbt, erlernt, erdacht, erlebt : Gedichte. Jerusalem, 1977
- Lehrgedichts-Ausflug. Jerusalem : Mass, 1977
- Kleinen Manns Gesellschaftsbild. Reimnovelle. Jerusalem : Mass, 1978
- Solang das Brünnlein rauschet. Gedichte. Jerusalem : Mass, 1978
- Immer wieder neue Lieder. Gedichte. Jerusalem : Mass, 1978
- Als Titel fand sich Band Nummer zwanzig. Frau Kappler vor dem Mikrophone. Jerusalem : Mass, 1978
- Die Fliegerjacke oder die bedingt ehrenvolle Tragödie der Heimgekehrten. Roman. Jerusalem : Mass, 1979
- Späte Frucht vom Baum der Träume, schnell gepflückt eh' mans versäume. Jerusalem : Mass, 1979
- Überreife Lebensernte : Gedichte. 1980
- Der ungeschriebene Roman. Jerusalem : Mass, 1982
- Die Himmels-Türe : Gedenk-Reime. Jerusalem : Mass, 1984
- Besinnliches Reimspiel : späten Alters Tagebuch. 1985